# Sonata per a violí núm. 29 (Mozart)
La Sonata per a violí núm. 29 en la major, K. 402 (385e), és una composició de Wolfgang Amadeus Mozart acabada a Viena l'any 1782. L'obra està incompleta, i es conserven únicament els dos primers moviments dels tres que tenia:
1. Andante, ma un poco adagio
2. Fuga, allegro moderato

La interpretació del fragment conservat sol durar uns deu minuts.